# پاتری (بازیکن فوتبال)
پاتری (انگلیسی: Patri؛ زادهٔ ۲۱ مارس ۱۹۷۷) بازیکن فوتبال اهل اسپانیا است.